# Ouadda (subprefektur)
Ouadda är en subprefektur i Centralafrikanska republiken.   Den ligger i prefekturen Haute-Kotto, i den centrala delen av landet, 600 km nordost om huvudstaden Bangui.
I omgivningarna runt Ouadda växer huvudsakligen savannskog. Trakten runt Ouadda är nära nog obefolkad, med mindre än två invånare per kvadratkilometer.